# Lena Meyer-Landrut
Lena Johanna Therese Meyer-Landrut, född den 23 maj 1991 i Hannover, är en tysk sångerska (under artistnamnet Lena), låtskrivare och skådespelare. Hennes stora internationella genombrott kom i och med vinsten av Eurovision Song Contest 2010 för Tyskland med bidraget Satellite. Hon ställde även upp i Eurovision Song Contest 2011 med låten Taken by a Stranger och kom då på tionde plats.
Lena Meyer-Landruts farfar är den förre västtyske diplomaten i Sovjetunionen, Andreas Meyer-Landrut.

## Biografi
Lena Meyer-Landrut har dansat regelbundet under sin barndom, allt från balett till jazz och hiphop. Innan hon blev känd gjorde hon hemmagjorda dansvideor och övade några gånger med skolbandet.
Efter Eurovision Song Contest 2009 startade Stefan Raab en talangtävling med titeln Unser Star für Oslo (Vår stjärna till Oslo) för att hitta en representant till ESC 2010. Lena Meyer-Landrut var en av 5 000 personer som deltog. I tysk TV sjöng hon bland annat My Same, ursprungligen av den brittiska sångerskan Adele, Foundations, tidigare med Kate Nash, och New shoes som framförts av Paolo Nutini. Hon kvalificerade sig slutligen för finalen som hölls den 12 mars 2010. Till finalen valdes låten Satellite ut för henne, och slutligen valdes hon av TV-publiken att representera sitt land i Oslo den 29 maj 2010. Där blev det seger för Lena Meyer-Landrut, vilket var Tysklands andra ESC-seger genom tiderna.
Satellite slog försäljningsrekord för nedladdningar och har blixtsnabbt klättrat till första plats på musiklistorna i Tyskland. Den 24 mars 2010 låg samtliga hennes singlar, Satellite, Bee och Love Me, som topp fem på tyska singellistan. Satellite gick den 28 maj 2010 som nykomling in på 41:a plats på svenska singellistan. Den 7 maj 2010 släpptes Meyer-Landruts första album My Cassette Player i Tyskland, och även det toppade snabbt de tyska listorna. I Sverige representeras hon av Lionheart International.
Förutom att sjunga har Meyer-Landrut under 2009 spelat med i enstaka avsnitt av de tyska TV-serierna Richter Alexander Hold och K11 – Kommissare im Einsatz samt medverkat i realityserien Helfen Sie mir!.

## Diskografi

### Album
- My Cassette Player, 2010
- Good News, 2011
- Stardust, 2012
- Crystal Sky, 2015

### Singlar
- Satellite, 2010
- Bee, My same, Satellite, 2010
- Love me, 2010
- Touch a new day, 2010
- Taken by a Stranger, 2011
- What a Man, 2011
- Stardust, 2012
- Neon (Lonely People), 2013
- Mr. Arrow Key, 2013 (MP3)
- Traffic Lights (2015)
- Wild & Free (2015)